# Josef von Mader
Josef Mader, ab 1815 von Mader (* 8. September 1754 in Wien; † 25. Dezember 1815 in Prag) war ein Jurist und Numismatiker.

Joseph von Mader

## Leben und Wirken
Er war der Sohn des Bildhauers Johann Christoph Mader († 1761). Mader wurde 1779 an der Universität Wien zum Doktor der Rechte promoviert und Professor der Rechte an der Karls-Universität Prag. Im Jahre 1803 kaufte Mader gemeinschaftlich mit seinem Schwiegersohn Joseph Löhner von den Fürsten von Liechtenstein das Fideikommissgut Rostok mit Lichtendorf. Vier Jahre später veräußerte er seine Hälfte des Gutes an Löhner.
Mader beschäftigte sich eingehend mit mittelalterlichen Münzen. Er wurde so der eigentliche Schöpfer der kritischen Numismatik. Sein Hauptwerk sind die Kritische Beyträge zur Münzkunde des Mittelalters. Die 6 Bände wurden 1803–1811 vom Verlag Haase in Prag verlegt.
Nach seinem Tod folgte von P. v. Mader ein zusammengestellter Verkaufskatalog über 10.380 Münzen aller Epochen und Länder aus der Sammlung des Begründers der kritischen Münzforschung. Das Summarische Verzeichnis der in der Münzsammlung des Ritters J. von Mader vorkommenden Stücke und der Münzwerke und Schriften erschien 1818 in Prag.

## Ehrungen
- 1800 – Ernennung durch die österreichische Regierung zum „Kaiserlichen Rat“
- 1810 – Verleihung des österreichisch-kaiserlichen Leopold-Ordens
- 1815 – Erhebung in den erbländischen Ritterstand